# NGC 4352
NGC 4352 ist eine linsenförmige Galaxie vom Hubble-Typ S0 im Sternbild Jungfrau nördlich der Ekliptik. Sie ist schätzungsweise 90 Millionen Lichtjahre von der Milchstraße entfernt und hat einen Durchmesser von etwa 50.000 Lj. Die Galaxie wird unter der Katalognummer VVC 698 als Teil des Virgo-Galaxienhaufens gelistet.
Im selben Himmelsareal befinden sich u. a. die Galaxien NGC 4330, NGC 4371, IC 3261, IC 3284.
Das Objekt wurde am 15. März 1784 vom deutsch-britischen Astronomen Wilhelm Herschel entdeckt.